# 西永頌
西永 頌（にしなが たたう、1939年8月19日 - ）は、日本の工学者。工学博士（名古屋大学）。専門は、半導体工学、結晶成長学。東京大学教授等を経て、豊橋技術科学大学学長（2002年-2008年）。東京大学名誉教授。豊橋技術科学大学名誉教授。栃木県生まれ。
半導体結晶を作る技術の世界的権威で、日本結晶成長学会会長（1994年-1996年）、結晶成長国際機構（IOCG）会長（1995年-2001年）等を歴任。また、結晶成長国際機構（IOCG）Laudise賞、日本結晶成長学会業績賞等を受賞。

## 経歴
- 1962年 名古屋大学工学部電子工学科卒業
- 1964年 名古屋大学大学院工学研究科修士課程電子工学専攻終了
- 1967年 名古屋大学大学院工学研究科博士課程電子工学専攻単位取得退学
- 1967年 名古屋大学工学部助手
- 1969年 名古屋大学工学部講師
- 1970年 名古屋大学工学部助教授
- 1977年 豊橋技術科学大学工学部教授
- 1977年 名古屋大学工学部教授併任（期間1977年12月より1980年3月まで）
- 1981年 ソ連科学アカデミー結晶学研究所客員研究員
- 1983年 東京大学工学部教授
- 1983年 豊橋技術科学大学工学部教授併任（期間1983年5月より1984年3月まで）
- 1993年 名古屋大学工学部教授併任（期間1993年4月より1995年3月まで）
- 1995年 東京大学大学院工学系研究科教授
- 2000年 名城大学理工学部教授
- 2000年 東京大学名誉教授
- 2002年 豊橋技術科学大学学長
- 2008年 豊橋技術科学大学学長退任
- 2015年 春の叙勲で瑞宝重光章受章。

## 受賞等
- 1988年 	日本結晶成長学会論文賞
- 1992年 	伴記念学術奨励賞
- 2002年 	山崎貞一賞（横方向成長による転移密度の大幅低減化技術の発明～マイクロチャネルエピタキシ～）[1]
- 2004年 	結晶成長国際機構（IOCG）Laudise賞
- 2004年 	日本結晶成長学会貢献賞
- 2007年	日本結晶成長学会業績賞
- 2015年　瑞宝重光章[2]

## 著書
- 電子デバイスプロセス（1983，コロナ社）
- 電子物性工学の基礎（1992，昭晃堂）
- Advances in the Understanding of Crystal Growth Mechanisms(編著， 1997 ， Elsevier)
- 上記の他多数、下記業績紹介資料参照